# Antoine Richard (botaniste)
Pour les articles homonymes, voir Richard et Antoine Richard.
Antoine III Richard (troisième Antoine Richard de sa famille), né à Saint-Germain-en-Laye le 24 octobre 1735 et mort à Versailles le 28 janvier 1807, est un botaniste et jardinier français.

## Biographie
La famille Richard se consacre depuis plusieurs générations à l’histoire naturelle. Ainsi son aïeul s’occupait de la ménagerie de Louis XIV, son père, Claude Richard (1705-1784), s’occupait du jardin botanique du château de Trianon, sous la direction de Bernard de Jussieu (1699-1777). Afin d’enrichir le jardin, celui-ci correspond avec tous les grands botanistes de son époque comme Carl von Linné (1707-1778), Albrecht von Haller (1708-1777) ou Nikolaus Joseph von Jacquin (1727-1817). Claude Richard dirige le jardin que Louis XV a acquis en 1761 au village d'Auteuil. 
Antoine Richard fait des voyages en Auvergne et à l'île de Minorque pour enrichir les collections de plantes, travaille avec son père au jardin de Trianon à acclimater des plantes. Il est marié en 1782 à Marie Jeanne Gautier.
Antoine Richard succède à son frère à la mort de celui-ci en 1784 à la tête des jardins de Versailles,  qu'il dirige encore pendant la Révolution. La Convention décide alors de morceler le domaine pour le vendre aux enchères, mais Antoine Richard plante dans le jardin une grande quantité de plantes potagères, de pommes de terre et de pommiers dans le jardin, et le déclare source d'alimentation pour le peuple : le jardin de Versailles est donc sauvé du démantèlement grâce à lui. 
Antoine Richard conserve son poste sous Napoléon, et décède le 28 janvier 1807 à Versailles. 

## Famille
- Antoine I Richard (vers 1610-mort le 18 décembre 1675), marié à Louise Bonvalet[2],
  - Antoine II Richard, marié le 29 octobre 1669 à Saint-Germain-en-Laye avec Marie Cacheux (vers 1640-1722)
    - Edmond Richard
    - Claude I Richard (baptisé le 16 novembre 1671-1741), jardinier du chancelier d'Aligre et jardinier d’un riche jacobite anglais, le duc de Mar, établi à Saint-Germain-en-Laye, marié en 1699 avec Marie Moüet (décédée en 1741), 
      - Claude II Richard (13 août 1705 à Saint-Germain-en-Laye – 21 novembre 1784 à Versailles), horticulteur à Saint-Germain, chargé par Louis XV de la direction du jardin de la ménagerie de Trianon[3], marié avec Madeleine Jouan (1713-1766), 16 enfants, dont :
        - Claude III Richard (1732-1799), chargé par Louis XV de la direction du jardin d'Auteuil, marié en 1752 en premières noces avec Marie Madeleine Crosnier, en 1781 en secondes noces avec Louise Julie Mouton, 16 enfants du premier mariage, dont :
          - Louis Claude Richard (1754-1821), botaniste du Roi
            - Achille Richard (1794-1852), marié avec Gabrielle Dorbe
              - Antoinette Richard,
              - Félix-Adolphe Richard (1822-1872), chirurgien des hôpitaux de Paris,
              - Gustave Antoine Paul Richard (1827-1857), médecin et botaniste.

            - Marie Emilie Richard (1796-1875), mariée à Antoine-Charles Vauthier (1790-1879), peintre d'histoire naturelle.

        - Antoine III Richard
        - Dorothée Ambroise Richard (1738-1710), épouse Dominique-Madeleine Moisy, jardinier en chef du Maréchal Duc de Biron à Paris.
        - Louis Élisabeth Richard (1756-1842)

## Œuvre
- Claude (jardinier du roi Richard, Carl von (1707-1778) Auteur du texte Linné et Antoine (1735-1807) Auteur du texte Richard, Correspondance inédite de Linné avec Claude Richard et Antoine Richard (1764-1774), traduite et annotée par A. Landrin, 1863 (lire en ligne)
- Antoine (1735-1807) Auteur du texte Richard, « Projet pour le jardin anglo-chinois du Petit Trianon / par Antoine Richard, jardinier de la Reine », sur Gallica, 1774 (consulté le 23 décembre 2020)
- Antoine (1735-1807) Illustrateur Richard, « Pavillon // Chinois : [estampe] / Richard invenit ; [non identifié] », sur Gallica, 1777 (consulté le 23 décembre 2020)
- C.-J. (17-17 ? ; graveur) Graveur Chaumier et Antoine (1735-1807) Illustrateur Richard, « Projet // pour le Jardin // Anglo-chinois // du Petit // Trianon. // par Antoine Richard // Jardinier de la Reine. // 1774 : [estampe] / [C. J. Chaumier] », sur Gallica, 1777 (consulté le 23 décembre 2020)
- Antoine (1735-1807) Illustrateur Richard, « Projets // pour le Nouveau jardin // de Trianon // par Richard fils jardinier // de la Reine ; Voliere ; Théatre : [estampe] / [non identifié] », sur Gallica, 1777 (consulté le 23 décembre 2020)